# Frédéric Kuhlmann
Pour les articles homonymes, voir Kuhlmann.

Charles Frédéric Kuhlmann, né à Colmar le 22 mai 1803 et mort à Lille le 27 janvier 1881, est un chimiste, chercheur universitaire et industriel français. Il fait fortune dans la production industrielle de l'acide sulfurique et des superphosphates.
Pionnier de l'application des sciences aux arts industriels dès 1823, il fonde les établissements Kuhlmann, l'un des principaux groupes industriels chimiques français du XIXe siècle et qui deviendra « Péchiney-Ugine-Kuhlmann » au XXe siècle. Frédéric Kuhlmann est cofondateur de la banque Crédit du Nord, de la Société industrielle du Nord de la France et de l'Institut industriel du Nord de la France (École centrale de Lille). Il est membre correspondant de l'académie des sciences.

## Famille Kuhlmann
Charles Frédéric Kuhlmann est le fils de Georges Chrétien Kuhlmann, géomètre de la ville de Colmar.
Il est le père de Jules Frédéric Kuhlmann, né à Lille le 18 juin 1841, qui étudie la chimie auprès de Justus von Liebig à l'Université de Giessen et meurt à Ragatz, en Suisse, le 2 août 1881.
Il est aussi le beau-père de Claude Auguste Lamy, professeur de physique à l'université de Lille. Claude Auguste Lamy est le premier à avoir isolé 14 grammes de l'élément thallium en 1862, avec un spectroscope prêté par Jules Frédéric Kuhlmann.

## Scientifique lillois
Frédéric Kuhlmann, fit ses études à Nancy puis entra directement au laboratoire du chimiste Nicolas Vauquelin, à Paris.
En 1823, Nicolas Vauquelin l'envoya à Lille pour qu'il y enseigne la chimie dans un cours municipal soutenu par Charles Delezenne et la Société des sciences, de l'agriculture et des arts de Lille, rue des Arts (Lille). Frédéric Kuhlmann, titulaire de la chaire municipale de chimie et professeur aux Écoles académiques de Lille, assura aussi un cours du soir, public et gratuit, de « chimie appliquée aux arts et aux manufactures » « dans l'amphithéatre rue du Lombard ». Il entra ainsi en contact avec les industriels du Nord. Il occupa la chaire de chimie jusqu'en 1854, année où elle est attribuée à Louis Pasteur dans le cadre de la faculté des sciences de Lille nouvellement créée.
Membre de la Société des sciences, de l'agriculture et des arts de Lille dès 1824, il en devint président ; il fut aussi membre correspondant de l'Académie des sciences. Il fut aussi président de la chambre de commerce de Lille en 1840.
Le 23 septembre 1853, la chambre de commerce de Lille organisa une réception en la présence de Napoléon III ; Frédéric Kuhlmann y fit un discours remarquable sur l'essor de l'industrie nationale, d'où découle l'autorisation d'ouvrir une école supérieure industrielle à Lille (École des arts industriels et des mines de Lille). Frédéric Kuhlmann devint ainsi membre du conseil de surveillance de l'École des arts industriels et des mines, rue du Lombard à partir de 1854.
Il contribua aussi à la fondation de la Société industrielle du Nord de la France (SINF) et soutint en 1872 la transformation de l'École des arts industriels et des mines en l'Institut industriel du Nord de la France (IDN), devenu aujourd'hui l'École centrale de Lille.

## Entrepreneur industriel, fondateur des établissements Kuhlmann
La société en commandite à l'origine des établissements Kuhlmann est fondée en 1825. La première usine est construite sur un terrain de 80 ares loué à Loos. Elle produisait de l'acide sulfurique d'après le procédé des chambres de plomb et s'enrichira par la suite de plusieurs fabrications nouvelles. En 1829, Frédéric Kuhlmann y en œuvre le procédé Leblanc pour produire du carbonate de soude alors utilisé pour décolorer les fibres textiles. En 1833, il fut l'un des premiers à produire l'acide sulfurique par le procédé dit « de contact » et à utiliser des catalyseurs dans la chimie industrielle, notamment lorsqu'il découvre en 1838 la fabrication d'acide nitrique à partir d'ammoniac en présence de platine (réaction qui sera plus tard utilisée dans le procédé Ostwald).
Rapidement, son activité prit de l'ampleur et s'orienta aussi vers la production d'engrais et de colorants. Il fut notamment pionnier pour développer des super-phosphates commercialisés comme fertilisants aux producteurs de betteraves à sucre lillois. Les établissements Kuhlmann s'étendirent, avec une seconde usine à La Madeleine en 1847, une autre la même année à Amiens et une quatrième à Saint-André-lez-Lille en 1852, qui forment les établissements Kuhlmann ou manufacture des produits chimiques du Nord. À sa mort en 1881, Frédéric Kuhlmann est à la tête de l'une des sociétés qui formeront l'un des principaux groupes industriels chimiques français des XIXe et XXe siècles, le groupe industriel Kuhlmann, appelé le plus souvent "Etablissements Kuhlmann". Il devient Ugine-Kuhlmann après avoir fusionné en décembre 1966 avec le groupe français d'aciers spéciaux Ugine. En 1971, une autre fusion, avec Péchiney, donne naissance au premier groupe industriel privé français, Pechiney-Ugine-Kuhlmann.

## Notable lillois

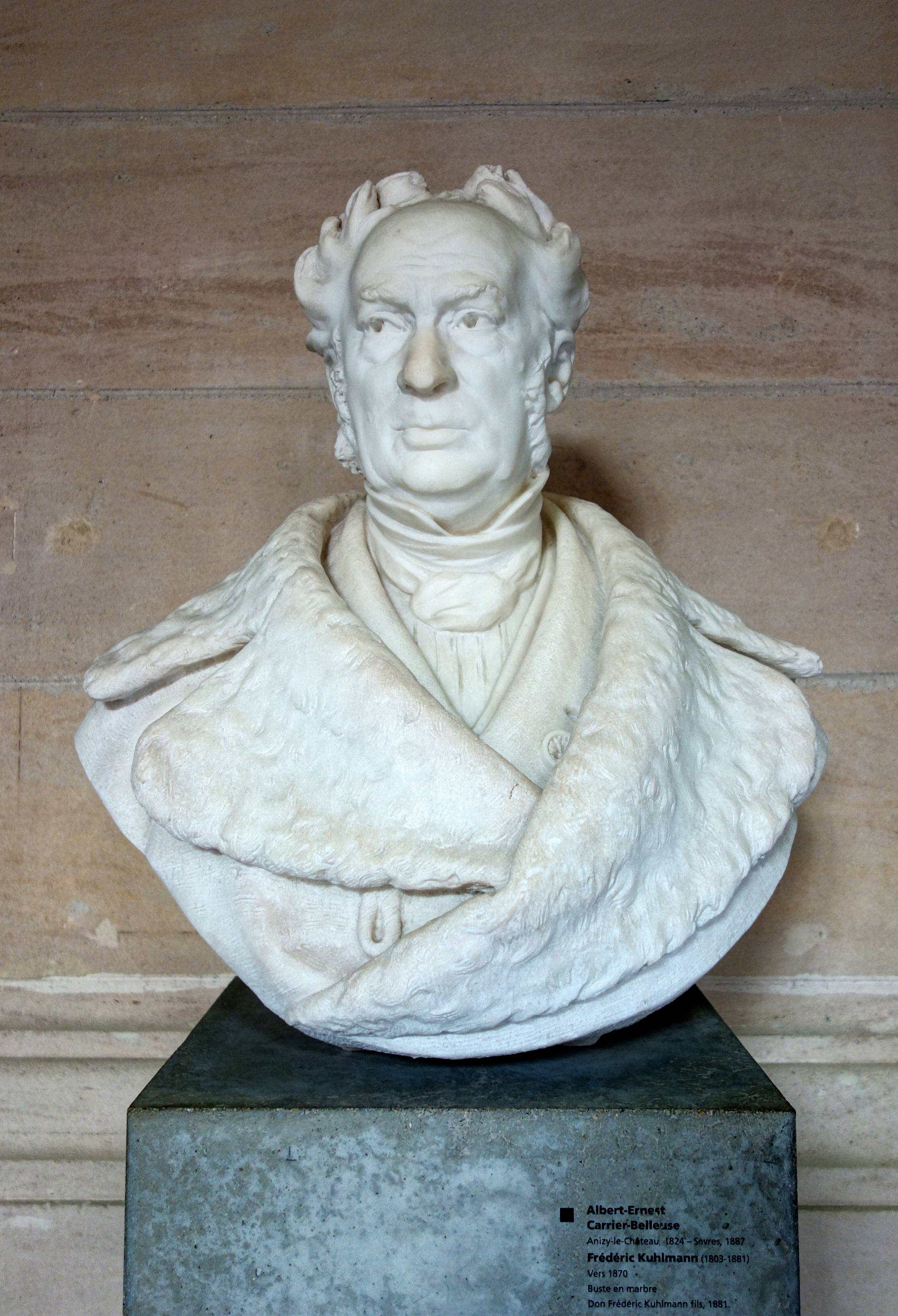
Buste par Albert-Ernest Carrier-Belleuse (1870).

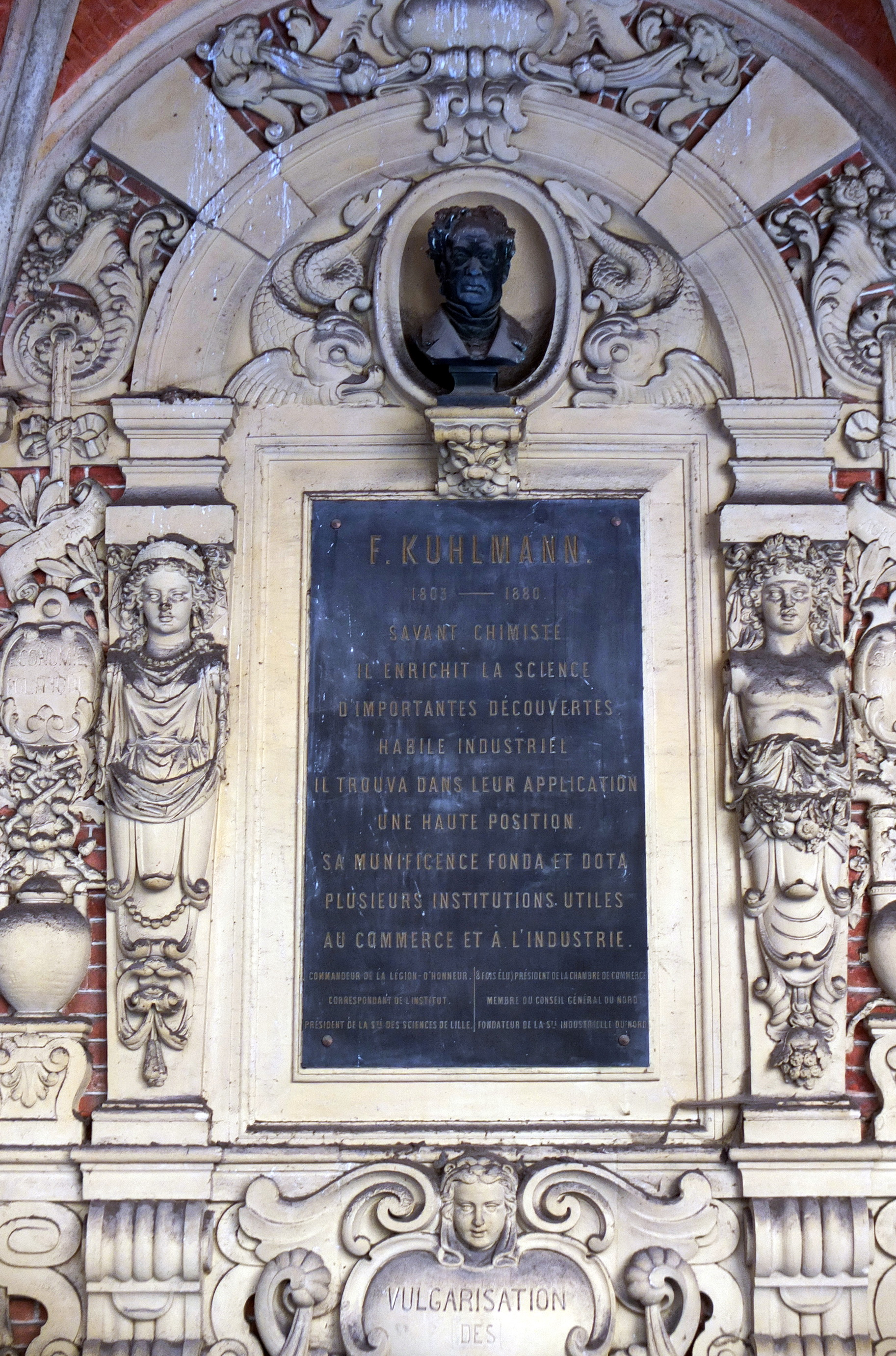
Frédéric Kuhlmann à la Vieille Bourse de Lille.

Propriétaire fondateur des établissements Kuhlmann, membre de la  chambre de commerce de Lille à partir de 1832, Frédéric Kuhlmann en fut président de 1840 à 1848. Il fut aussi conseiller général du département du Nord représentant le canton Lille Nord-Est.
Plus gros actionnaire du comptoir d'escompte de Lille en 1848 puis de la banque Crédit du Nord en 1866, il établit ses neveux Théodore Kiener, puis Eugène Kiener, comme directeurs du Crédit du Nord de 1853 à 1876.
Élevé au rang de Commandeur de la Légion d'honneur, Frédéric Kuhlmann était aussi détenteur de nombreuses distinctions étrangères.
Il est inhumé au Cimetière Leclerc à Loos (59).

## Publications scientifiques
Les œuvres écrites de Frédéric Kuhlmann, qui s'étendent de 1823 à 1874, ont été rassemblées dans un recueil édité en 1877. Elles comprennent 22 comptes rendus à l'Académie des sciences, autant de communications à la Société des sciences de Lille et neuf publications aux annales de chimie-physique. Elles traitent d'une grande diversité de sujets, depuis la teinture et le blanchiment des tissus jusqu'au cycle de l'azote et la nitrification en passant par la purification du sucre de betterave.
- Expériences concernant la théorie des engrais, Mémoires de la Société royale des sciences, de l'agriculture et des arts de Lille, Lille : Impr. de L. Danel, 1846, in-8°, 21 p.
- Expériences chimiques et agronomiques, Paris : V. Masson, 1847, in-8°, 200 p.
- De l'éclairage et du chauffage par le gaz au point de vue de l'hygiène, extrait du « Compte rendu de la 3e session, Lille, 1874 » de l'Association française pour l'avancement des sciences. À la suite du titre : « Séance du 22 août 1874 », texte en ligne disponible sur LillOnum.
- Recherches scientifiques, Paris, Masson, 1877

## Prix Kuhlmann
Un prix en l'honneur de Frédéric Kuhlmann est décerné annuellement à une personnalité scientifique par la Société des sciences de Lille.

## Sources
- « Charles Frédéric Kuhlmann », base Léonore, ministère français de la Culture